# アニまるっ!
「アニまるっ!」は、TBSテレビとTBSグロウディア（旧・グランマルシェ）が運営する日本のアニメ専門ECサイトで TBSとMBSのアニメ公式オンラインストア。名称はアニメ（animation）とフランス語で「市場」を意味するマルシェ（marché）を組み合わせた造語。

## 概要
TBSテレビでは2000年（平成12年）に開設した「TBS i-shop」で自社製作のテレビアニメに関連するキャラクター商品や音楽・映像ソフトを販売していたが、2010年（平成22年）度には『けいおん!!』のライセンス収入が大幅に伸びてアニメ部門が過去最高益を記録するなど2010年代に入ってアニメ事業が存在感を増していた。こうしたアニメ事業の強化策として2014年（平成26年）にTBSテレビと同じくTBSホールディングスの連結子会社であるグランマルシェ（後にTBSグロウディアが合併）と共同で「TBS i-shop」から独立する形で新規にJNNアニメ専門のECサイト「アニまるっ!」を立ち上げることを7月2日付で発表し、7月22日に正式オープンした。これに伴い、従来は「TBS i-shop」内に開設されていた「けいおん! 桜高購買部」と「ローゼンメイデン TBS公式グッズショップ」は閉鎖され「アニまるっ!」内の1コンテンツにリニューアルしている。
また、TBS系列の準キー局である毎日放送（MBSテレビ）製作のタイトル（日5枠・アニメイズム枠など）も、関東広域圏ではTBSテレビでなくTOKYO MXなどの独立局で放送されたアニメ（『ジョジョの奇妙な冒険』など同局で放送のUHFアニメの一部（アニメシャワー・アニメ特区枠など）も）を含めてサイト内で取り扱っている商品のラインナップに含まれており、トップページでも「TBSやMBSの公式アニメグッズが満載!」と記載されているほか、同系列の在名局であるCBCテレビ製作作品の一部も取り扱っている。

## マスコットキャラクター
サイト開設当初から「ガイドナビゲーター」の肩書で、アルバイト店員の女子高生・まるちゃんが起用されている。キャラクターデザインはしらび。